# Pharsalia variegata
Pharsalia variegata är en skalbaggsart som beskrevs av Aurivillius 1920. Pharsalia variegata ingår i släktet Pharsalia och familjen långhorningar. Inga underarter finns listade i Catalogue of Life.